# 粉嶺救恩書院
粉嶺救恩書院（英語：Fanling Kau Yan College）為香港一所津貼中學，位於北區粉嶺，於2000年創立。

## 歷史
1999年5月，基督教香港崇真會救恩堂打算再籌辦另一間津貼中學，遂委託該堂所屬的崇真會向政府申辦。有關申請於同年8月得到批准，並獲分配現時的校舍。
至2000年8月，校舍如期交付，並於9月正式開辦，命名為「粉嶺救恩書院」，而附設的教會「救恩堂粉嶺分堂」則於同年12月成立。翌年，此校舉行開幕典禮，由時任教育署署長張建宗主持。

## 校舍

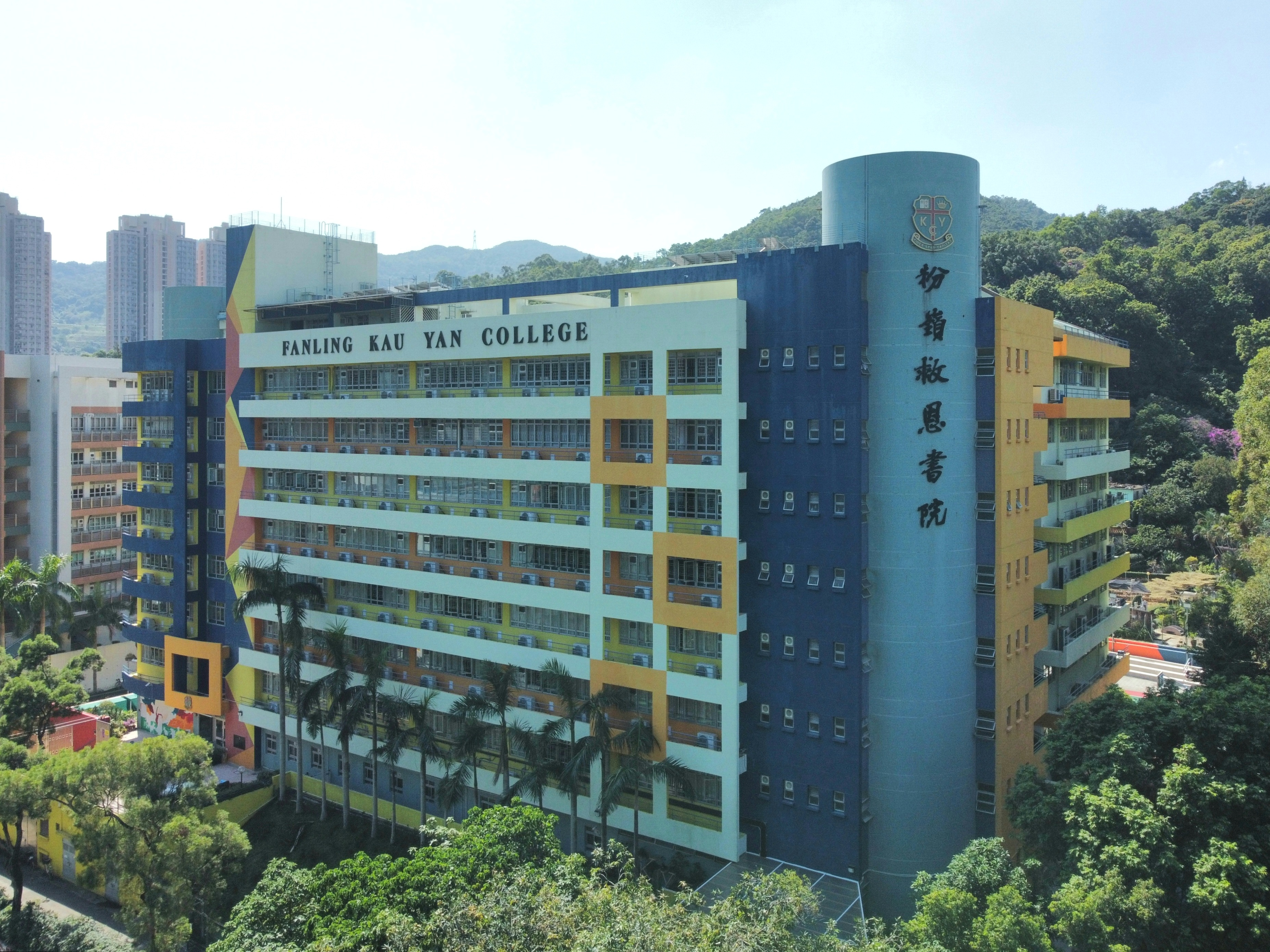
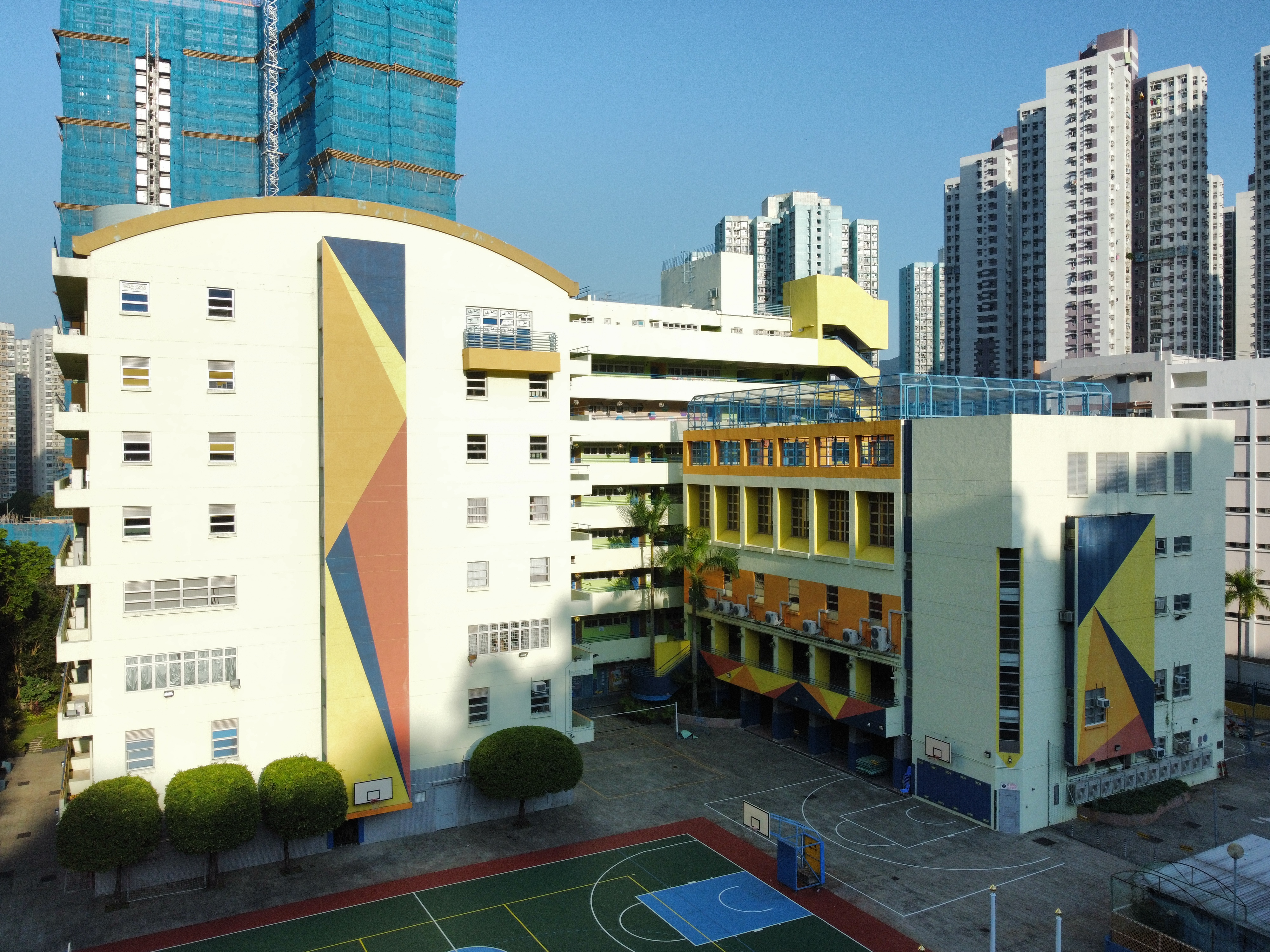
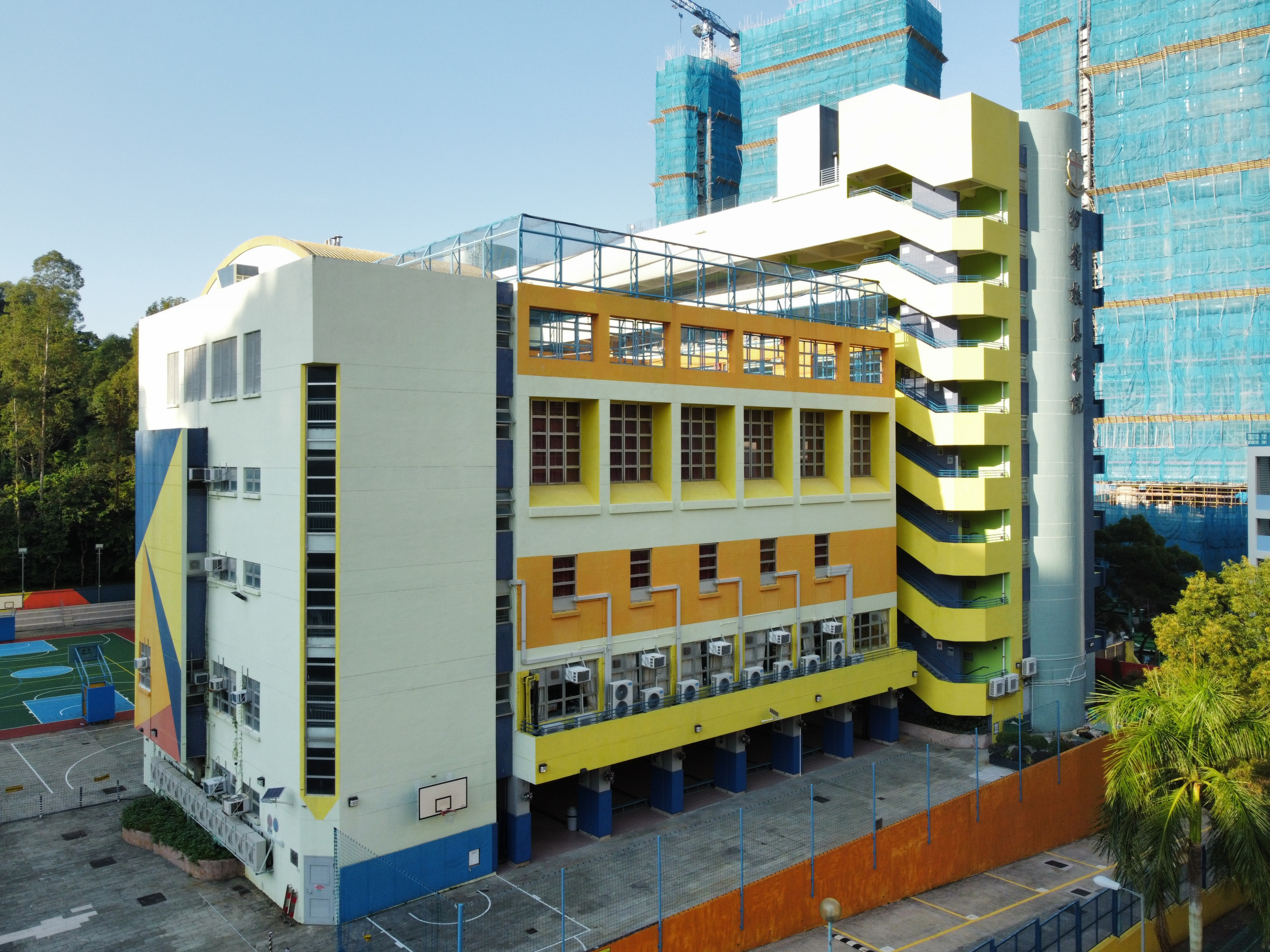

此校為一座採用早期設計的中學千禧校舍，佔地6,500平方米，設有30間課室及各種特別室。校舍由合和建築承建，2000年完工。
值得一提的是，校舍用地原訂興建一座1995年版第二代中學靈活式校舍，並已於1996年完成撥款。然而，由於有「釘子戶」在收地期間拒絕遷出，導致建校過程受重大阻延。適逢千禧校舍標準於1998年10月全面實施，政府決定改為興建新版校舍。

## 歷任管治人員

### 校監
- 王福義博士（2000年起，創校及現任校監）

### 校長
- 陳錦偉先生（2000年-2007年，創校校長；由耀中國際學校中學部轉職，後轉至港大同學會書院及中華基督教青年會中學）
- 邱潔瑩女士（2007年起，現任校長）

## 軼事及事件
- 2005年12月3日，時任教育統籌局常任秘書長羅范椒芬訪問此校，並於5周年校慶感恩典禮上致辭[9]。
- 2016年4月12日中午，此校發生火警鐘誤鳴，導致當時在此校應考香港中學文憑考試數學卷（二）的考生受多次滋擾。事後，校方已安排維修警鐘，而考評局亦隨即跟進此事件[10]。
- 2021年9月28-29日，粉嶺救恩書院舉行20周年校慶感恩崇拜[11]。

## 註解
1. ↑  2021/22年度[1]
2. ↑  2021/22年度[2]

## 外部連結
- 粉嶺救恩書院官方網頁 （页面存档备份，存于）